# Mari Laaniste
Mari Laaniste (Pseudonym Hiram, * 9. Mai 1977 in Tallinn) ist eine estnische Kunsthistorikerin und Schriftstellerin.

## Leben
Laaniste machte 1995 auf dem Jakob Westholmschen Gymnasium in Tallinn ihr Abitur und studierte anschließend an der Tallinner Kunstakademie Kunstgeschichte. Nach ihrem Magisterabschluss (2001) mit einer Arbeit über Comics war sie einige Jahre Doktorandin an derselben Akademie. Von 2008 bis 2015 war sie als Wissenschaftlerin am Estnischen Literaturmuseum angestellt, seit 2016 arbeitet sie wieder an der Estnischen Kunstakademie.

## Werk
Laaniste beschäftigt sich seit ihrer Magisterarbeit vor allem mit der Erforschung der estnischen Comic-Geschichte und hat zahlreiche wissenschaftliche Artikel zu diesem Thema vorgelegt.
Auf große Resonanz stieß ihr erster – und bisher einziger – Roman Bitterer Geschmack (1999), in dem eine bisexuelle Ich-Erzählerin über ihr Leben im städtischen Jugendmilieu, das sich um Drogen, Tabletten, Rockmusik und Theateraufführungen dreht, berichtet. Der Roman ist losgelöst von Estland und enthält keinerlei Hinweis auf das Land, in dem er spielt, lediglich die Erwähnung einer U-Bahn lässt Rückschlüsse darauf ziehen, dass er nicht in Estland spielt (weil es dort keine U-Bahn gibt). Der Roman wurde vielfach besprochen und die Kritik fragte sich stellenweise, ob das Werk als „epochal“ oder „nur“ als „herausragendes Werk“ einer „Übergangsperiode“ anzusehen sei. Durch die vielen Bezüge zu real existierenden Objekten hat Piret Viires das Buch in die Nähe der Fan-Fiction gerückt. Allerdings waren nicht alle Stimmen positiv, ein Kritiker beklagte die „extrem arme Sprache, eine unglaubwürdig leblose Atmosphäre und ein sich träge in die Länge ziehendes Sujet.“

## Bibliografie
- Mõru maik ('Bitterer Geschmack'). Tallinn: Tuum 1999. 396 S.